# ラフィク・ニシャノフ
ラフィク・ニシャノフ（ロシア語: Рафик Нишанович НИШАНОВ、ウズベク語: Рафиқ Нишонович Нишонов、1926年1月15日 - 2023年1月11日）は、ウズベク・ソビエト社会主義共和国の政治家、ソ連共産党員。第11期ソ連最高会議代議員、ソ連人民代議員、ソ連共産党中央委員会委員（1986年から）、ソ連共産党中央委員会政治局員（1990年7月14日から）を歴任した。

## 経歴
タシュケント州ボスタンルイクスキー地区ガザルケント村出身。1956年、歴史教師専攻でV.G.ベリンスキー名称タシュケント夜間教育大学を卒業。歴史科学準博士。
- 1942年 - タシュケント州ボスタンルイクスキー地区のコルホーズ「チルチク」のコルホーズ員
- 1943年 - ボスタンルイクスキー会議ガザルケント町会議執行委員会書記
- 1944年 - コムソモールボスタンルイクスキー地区委員会教官、第二書記
- 1945年～1950 - ソ連軍に勤務
- 1950年 - コムソモール・タシュケント市オクチャブリスキー地区委員会課主任
- 1951年 - ウズベキスタン共産党タシュケント市オクチャブリスキー地区委員会教官、課主任、書記
- 1955年 - ウズベク・ソビエト社会主義共和国内務省消防局政治課長
- 1956年 - ウズベキスタン共産党タシュケント市委員会課主任
- 1959年 - ウズベキスタン共産党タシュケント市オクチャブリスキー地区委員会第一書記
- 1962年 - タシュケント市執行委員会議長
- 1963年 - ウズベキスタン共産党中央委員会書記
- 1970年 - 駐スリランカ・ソ連大使（駐モルジブ大使を兼任）
- 1978年 - 駐ヨルダン大使
- 1985年 - ウズベク・ソビエト社会主義共和国外務相
- 1986年 - ウズベク・ソビエト社会主義共和国最高会議幹部会議長
- 1988年1月 - ウズベキスタン共産党第一書記
- 1989年6月 - ソ連最高会議民族会議議長
- 1991年9月 - ソ連大統領顧問
- 1991年11月 - 年金生活
- 2023年1月11日、満96歳で死去[1]

## 人物
国内の綿花マフィアを表現するためにシャラフラシドフシチナ（ロシア語：шарафрашидовщина）なる用語を導入した。
「人民友好」勲章を受章。